# Amonardia subnastus
Amonardia subnastus är en kräftdjursart. Amonardia subnastus ingår i släktet Amonardia och familjen Miraciidae. Inga underarter finns listade i Catalogue of Life.